# Nova Kovalivka, Dobrovelîcikivka
Nova Kovalivka (în ucraineană Нова Ковалівка) este un sat în comuna Pișceanîi Brid din raionul Dobrovelîcikivka, regiunea Kirovohrad, Ucraina.

## Demografie
Componența lingvistică a localității Nova Kovalivka
     Ucraineană (100%)
Conform recensământului din 2001, toată populația localității Nova Kovalivka era vorbitoare de ucraineană (100%).